# Alan Kalter
Alan Kalter (født 21. marts 1943 i Brooklyn i New York City, død 4. oktober 2021) var en amerikansk tv-speaker begyndte som "stemmen" bag The Late Show with David Letterman siden 5. september 1995. Han annoncerede gæsterne i begyndelsen af hvert show.
Alan Klater lavede hundredvis af "stemmer" for radiostationer og tv-shows. Han annoncerede også mange tv-shows i New York, deriblandt To Tell the Truth, The $25,000 Pyramid, The Money Maze og The $100,000 Question, som også var optaget i Ed Sullivan Theater.
Alan Klater var engelsklærer på Baldwin High School på Long Island.